# Complexe monumental de Bethléem
Le complexe monumental de Bethléem ((es) Conjunto Monumental Belén)  est situé dans le centre historique de Cajamarca au Pérou, capitale du département de Cajamarca, sur la rue du même nom, Belén (qui signifie Bethléem en espagnol). Sa construction date du XVIIIe siècle.
Le corrégidor Francisco de Espinoza fut chargé du financement. Les travaux ont été achevés en 1774.

## Description
Cet ensemble architectural colonial du XVIIIe siècle est constitué de : 
- L'église de style baroque, se caractérise par le fait qu'elle est construite sur la base de trois corps et qu'elle utilise la pierre. Cette église se compose d'une seule nef sans chapelles latérales. Son portail en pierre soigneusement sculpté, les tours des clochers inachevées, les arcades et les contreforts latéraux lui donnent son aspect particulier. Le monument est aussi singulier par ses plafonds, peints de figures polychromes, qui montrent des angelots particulièrement étranges. L'église, le couvent et l'hôpital des hommes jouxtent la belle cour avec sa fontaine.
- L’hôpital des hommes, aux murs de pierre épais, au plafond voûté, est entouré de petites niches dans lesquelles les patients attendaient de recevoir l’extrême-onction. Le bâtiment abrite un musée de la médecine traditionnelle et une exposition de peintures d'artistes locaux.
- L’hôpital des femmes, anciennement appelé "Hospital de Nuestra Señora de la Piedad", situé de l’autre côté de la rue Belén, dont la lourde porte de pierre taillée de style métissé, avec un linteau soutenu par deux cariatides remarquables par leurs quatre seins, signe de fécondité. À l’intérieur, le petit musée archéologique et ethnologique présente des objets représentatifs des cultures pré-incas, dont trois momies d’enfants. Les murs gardent encore des traces des peintures polychromes qui les décoraient.

Le complexe a été classé par le gouvernement péruvien au Patrimoine Culturel de la Nation en 1972.

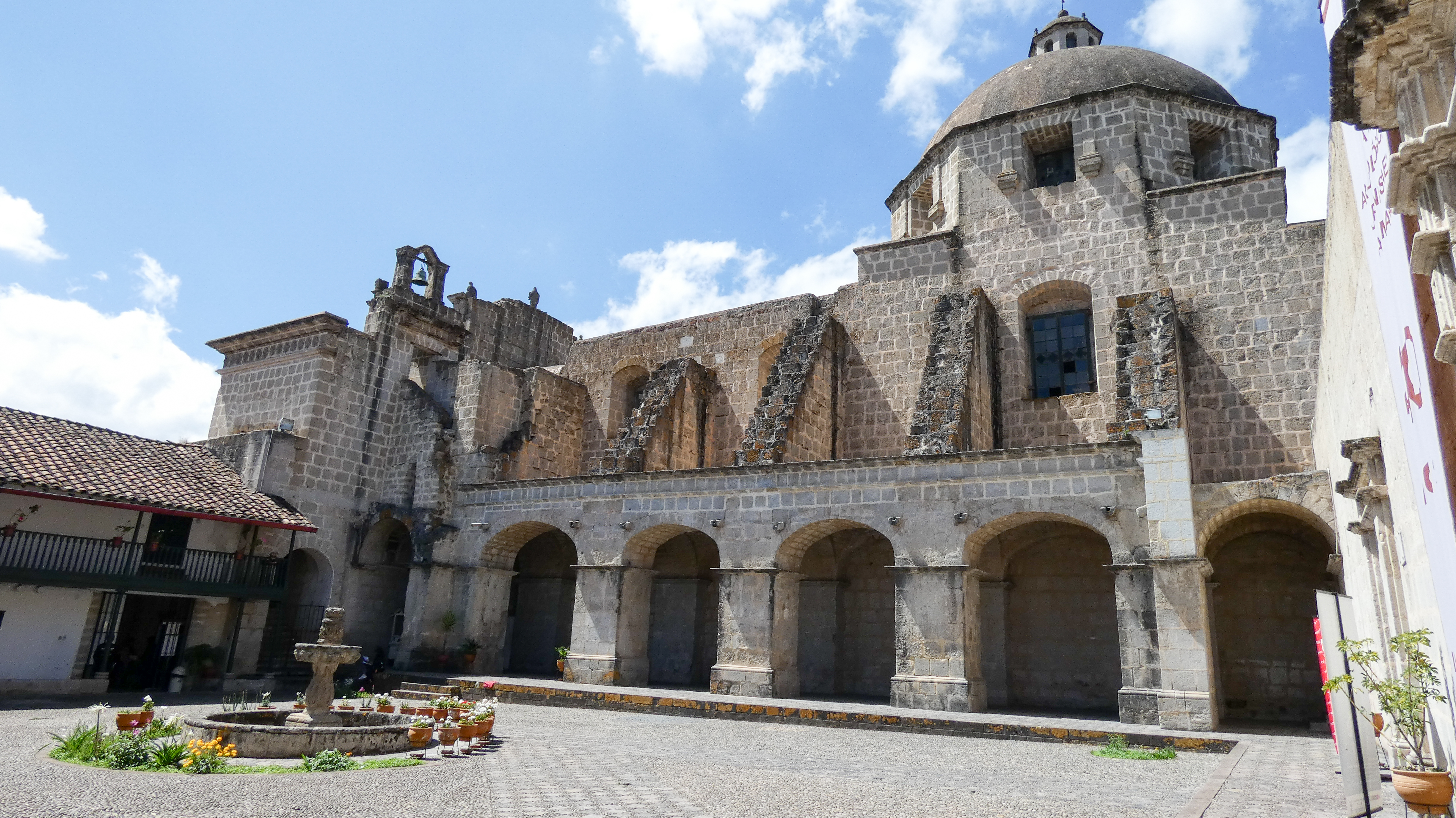
Église de Belén.
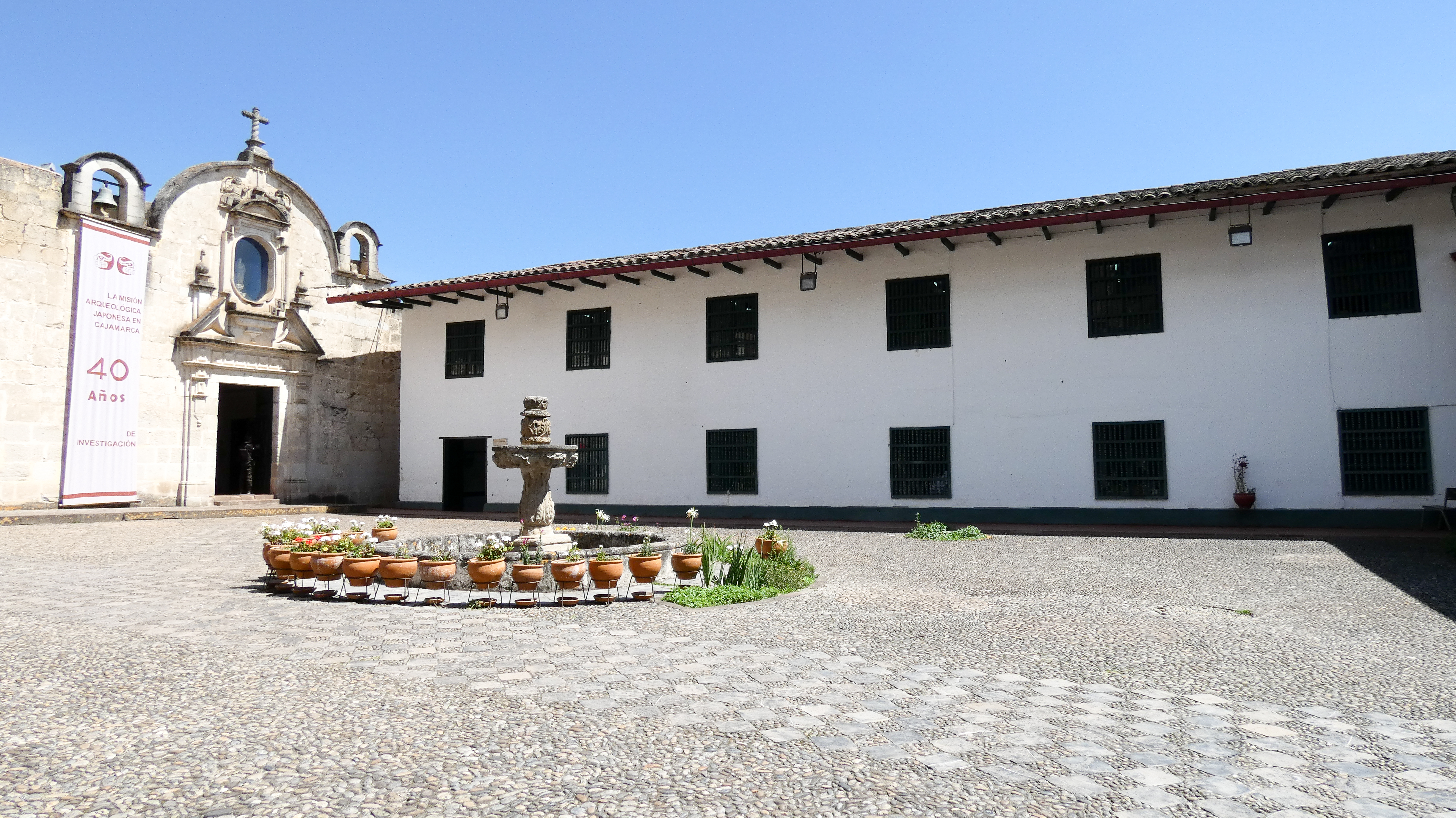
Cour du couvent et entrée du musée.

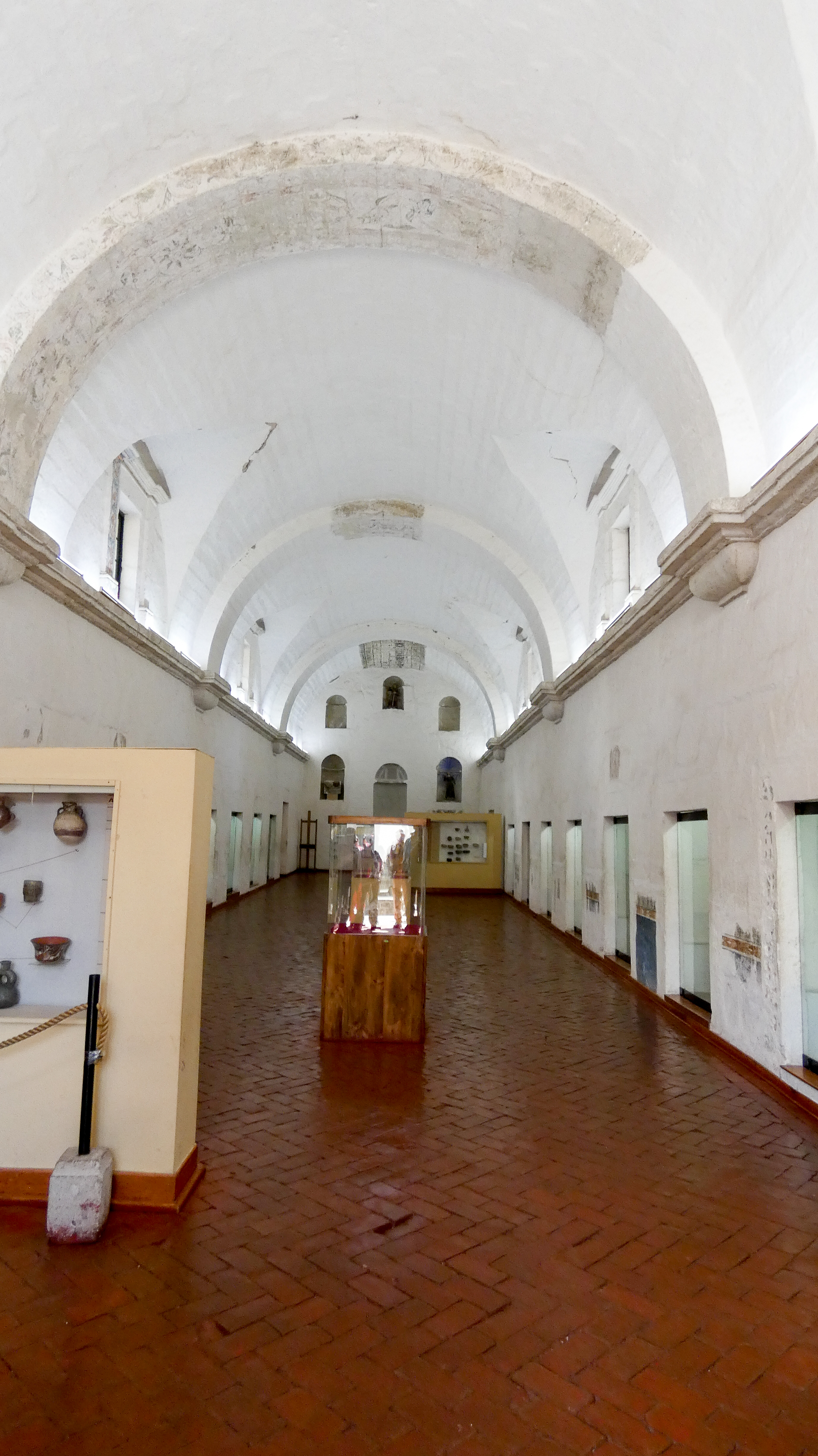
Salle commune de l'hôpital des hommes (musée).
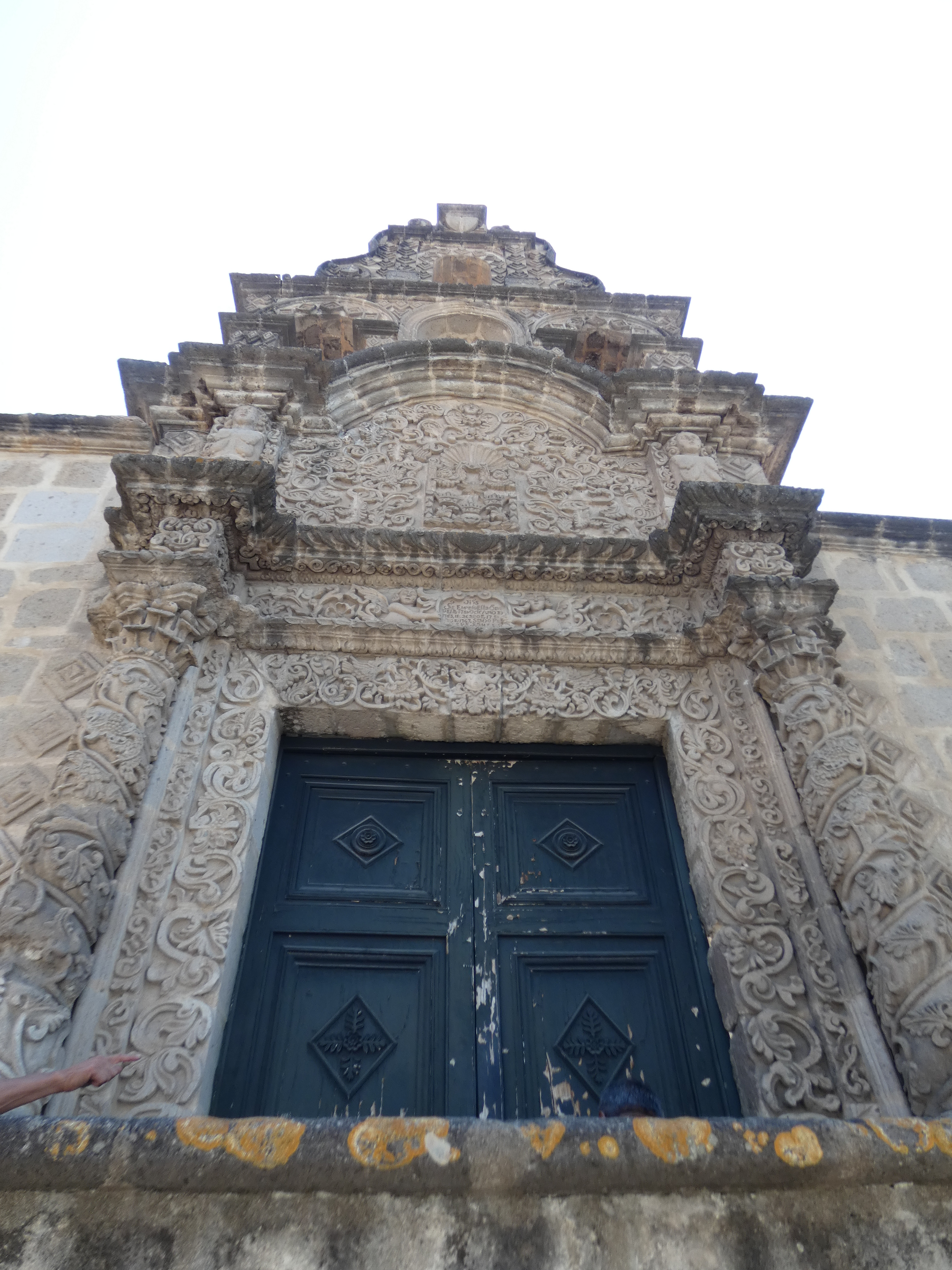
Porche de l'hôpital des femmes.
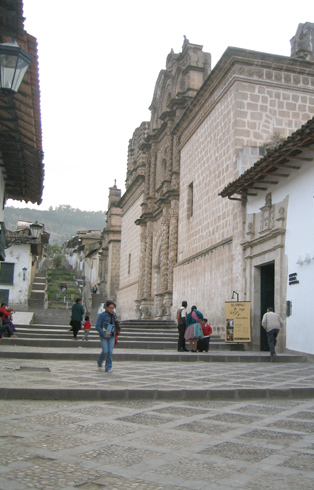
Rue Belén.